# Rushworth
Rushworth (2 066 habitants) est un village de l'État de Victoria, en Australie à 157 km au nord de Melbourne.